# Соберон, Рубен
Хосе Рубен Соберон Ривейро (исп. José Rubén Soberón Riveiro; 26 июня 1909, Гватемала — 7 сентября 1999, Гватемала) — гватемальский фехтовальщик. Участник летних Олимпийских игр 1952 года, серебряный призёр Центральноамериканских и Карибских игр 1935 года, двукратный бронзовый призёр Центральноамериканских и Карибских игр 1950 года.

## Биография
Рубен Соберон родился 26 июня 1909 года в гватемальском городе Гватемала.
В 1935 году завоевал серебряную медаль Центральноамериканских и Карибских игр в Сан-Сальвадоре в командном турнире рапиристов.
В 1950 году завоевал две бронзовых медали Центральноамериканских и Карибских игр в Гватемале в командных турнирах рапиристов и шпажистов.
В 1952 году вошёл в состав сборной Гватемалы на летних Олимпийских играх в Хельсинки. В личном турнире рапиристов занял последнее, 7-е место в группе 1/8 финала, проиграв все шесть поединков — Андре Верхалле из Бельгии, Рене Полю из Великобритании, Ежи Твардокенсу из Польши, Фульвио Галими из Аргентины, Курту Валю из ФРГ и Синити Маки из Японии. В личном турнире шпажистов занял в группе 1/8 финала 5-е место, выиграв три поединка и потерпев четыре поражения.
Умер 7 сентября 1999 года в городе Гватемала.